# Eueretagrotis perattentus
Eueretagrotis perattentus är en fjärilsart som beskrevs av Augustus Radcliffe Grote 1874. Eueretagrotis perattentus ingår i släktet Eueretagrotis och familjen nattflyn. Inga underarter finns listade i Catalogue of Life.